# Семён Глебович
Семён Глебович (до 1427 — после 1491) — боярин, чашник и казначей рязанских великих князей Фёдора Ольговича и Ивана Фёдоровича.

## Биография
Семён Глебович родился в Рязани. На службе у великих князей рязанских был чашником, окольничим, а затем и боярином.
«Князь великий Иван Фёдорович пожаловал Семёна Глебовича, дал есми ему сести на ево купли на пожне мещерьское на Дяковлевском селище.»
В 1491 г. княгиня Анна Васильевна Рязанская пожаловала Солотчинскому монастырю село Куликово на реке Соснице. Её грамоту подтвердили конюший Фёдор Васильевич, казначей Семён Глебович и боярин Иван Яковлевич.
Мать Семёна, Марья Чюрляева, передала вотчину Григория Чюрляева (её деда, которую выкупил у родственников жены Глеб Батуринич) на реке Вожа, Солотчинскому монастырю.
«Судился Семён [Глебович] по слову великих князей Фёдора Ольговича и Ивана Владимировича за то, что он косил сено по речке Шивесу и ставил дворы по Шевлягину селищу, где сидели Шевлягин отец, владычен бортник с другими бортниками, и по Якимову (селицу) на владычней земле (Арсеньевской деревни), и за то, что он бил бобры по реке Проне. Бояре, назначенные тогда судьями от князей, посмотрев в старинные грамоты, жалованные великими князьями: Ярославом, братом его Федором, сыном Михаилом Ярославичем, и Олегом Ивановичем, владыку Сергия и боярина его Михаила Ильина (от владыки наместника) оправдали; а Семена обвинили, и приговорили взять на нём владыке 80 гривен.»
Похоронен вместе с отцом в Солотчинском монастыре.

## Семья
Семён Глебович — сын Глеба Батуринича и внук мурзы Абатура.
Дети Семёна Глебовича носили фамилию Глебовы, по имени деда Глеба Батуринича, а правнуки Леонтий и Петр Федоровичи Степановы стали родоначальниками Леонтьевых и Петрово-Соловых.
Дети:
- Степан Семёнович Глебов, на службе у великих князей рязанских Василия Ивановича и Ивана Васильевича, родоначальник рода Степановых;
- Назар Семёнович Глебов (ум. после 1521), он же Назарий[7], воевода, сторонник великого князя Ивана Ивановича Рязанского[8];
- Иван Семёнович Бабех Глебов[9] (ум. после1521), он же Вебех[7], сторонник вел. кн. Ивана Ивановича Рязанского.